# Закшевко (Новотомиський повіт)
Закшевко (пол. Zakrzewko) — село в Польщі, у гміні Збоншинь Новотомиського повіту Великопольського воєводства.
Населення — 216 осіб (2011).
У 1975-1998 роках село належало до Зеленоґурського воєводства.

## Демографія
Демографічна структура станом на 31 березня 2011 року:
|          | Загалом | Допрацездатний вік | Працездатний вік | Постпрацездатний вік |
| -------- | ------- | ------------------ | ---------------- | -------------------- |
| Чоловіки | 98      | 18                 | 73               | 7                    |
| Жінки    | 118     | 34                 | 62               | 22                   |
| Разом    | 216     | 52                 | 135              | 29                   |